# 長州路 (街道をゆく)
- 街道をゆく > 甲州街道、長州路ほか > 長州路 (街道をゆく)

『長州路』（ちょうしゅうじ）は、司馬遼太郎の紀行文集『街道をゆく』の第1巻第5章。「週刊朝日」の1971年5月14日号から7月9日号に連載された。旅の時期は1970年（昭和45年）6月10日前後。

## 対象地域および行程など
- 対象地域

山口県下関市から島根県益田市まで
- 登場する同行者
  - T（詩人、当時45歳）
  - 風間完（画家、『花神』の仲間）
  - 編集部のH（朝日新聞記者、橋本申一）
- 全行程

北九州空港→壇ノ浦（下関海峡、赤間神宮）→三田尻→吉見→湯田温泉→山口市（瑠璃光寺）→野坂峠→津和野→益田市（医光寺）

## 長州路

### 話題
- 「天誅だぁ」というあそびが昭和の初年まで山口県下であった
- 山口県のまろやかで温和な風土
- 戦国期の「中国者（毛利家）の律義」
- 長州人は怜悧という面では相手を警戒させる。水戸、土佐、薩摩との比較
- 仁者的風格の思想人を生むくせに、仁者的風格の革命家や政治家を生まないという長州の複雑さ
- 長州人は都会的

### 行程
この稿では、終始長州人論が展開されるため、行程というべきものはない。最後に、「さて、長州路へゆかねばならない。」と自らを紀行に誘っている。

### 登場人物
- 歴史上の人物

| | |                                                            |
| - - 近藤勇 - 伊藤博文 - 塙次郎 - 高杉晋作 - 木戸孝允 - 吉田松陰 - 久坂玄瑞 - 西郷隆盛 - 豊臣秀吉 - 徳川家康 | - - 織田信長 - 鍋島閑叟 - 久米邦武 - 毛沢東 - ホー・チ・ミン - 河上肇 - 乃木希典 - 末川博 - 志賀義雄 - 山縣有朋 | - - 寺内正毅 - 宮本顕治 - 佐藤栄作 - 小早川隆景 - 吉川広家 |

- その他
  - 京都のフランス語の学者
  - 司馬の親戚の者の若い嫁（山口県出身）
  - この嫁の叔母

### 地名
- 麹町三番町
- 本能寺
- 岩国市

## 壇之浦付近

### 話題
- 馬関（下関海峡）の急流に対する司馬の愛着
- 坂本龍馬の中岡慎太郎に宛てた手紙。幕末の飲み屋街の様子
- 坂本龍馬が1865年（慶応元年）閏5月1日に下関に上陸し、伊藤助太夫を訪れた話。
- 亀山社中の下関支店
- 壇ノ浦合戦
- 白石正一郎が幕末に家産を傾ける程に長州藩の回天事業に資金を提供したにも関わらず、維新後の不遇をかこつ片言さえも残していないことの身ぎれいさ

### 行程
この稿も前置きが長く、なかなか紀行にならない。後半で壇之浦の阿弥陀寺（赤間宮）から長州路の旅がはじまる。

### 登場人物
- 歴史上の人物
  - 桂小五郎
  - 高杉晋作
  - 三条実美
  - 東久世卿
  - 伊藤助太夫の娘ルイ
  - 岡三橋（長州の書家）
  - 安徳帝
  - 二位局（平清盛の妻・平時子）
  - 平知盛
  - 琵琶法師
- その他
  - 荒尾親成（神戸市立南蛮美術館元館長）
  - 土地（下関）の人
  - 古川薫（下関在住の歴史家）

### 地名
- 伯耆大山
- 出雲松江城
- 壇之浦町
- 阿弥陀寺町
- 大宰府
- 長府博物館

### 書名
- 平家物語
- 白石家文書（下関市教育委員会刊行）

## 海の道

### 話題
- 長州的性格には海を知っていたことからくる開放性（海洋性）のようなものがある。
- 江戸時代、太平洋航路の危険を避けるため日本海航路（北前船）が発達し、下関、三田尻（今の防府市）などが繁栄した。
- 長州武士が商人とすれば徳川武士は百姓（江戸幕府は百姓原理（庄屋の原理）で成り立っていた）
- 信長、秀吉は商人の原理と機略をもっていたが、家康は徳川家一軒をまもるために日本を矮小化してしまった。
- 室町時代は貿易がさかんで、将軍自ら対明貿易に熱中し、倭寇がはびこり、東南アジアには日本人町ができた。
- 伊藤博文は志士時代に自分の女房に小間物屋を下関にひらかせていた。
- 大内氏の後を引き継いだ毛利氏は山陰山陽十カ国を版図にして、瀬戸内海の水軍のほとんどをその傘下におさめた。
- 関ヶ原の戦いで敗戦して領土を大きく失った毛利輝元は、「とてもやってゆけない。この上は大名をやめたい。領土は幕府に呉れてやる」とヒステリー的発言をした。
- 三田尻付近に塩田をつくり、三田尻港から菱垣廻船、樽廻船などに積み込み、内国貿易で利益を得た。

### 行程
この稿も周防国の歴史的な話題に終始する。

### 登場人物
- 歴史上の人物
  - 三浦按針（ウィリアム・アダムス）
  - 武田信玄：家康の武将としての理想像
  - 源頼朝：家康の政治家としての理想像
- その他
  - 河上徹太郎
  - 奈良本辰也
  - 服部之総
  - 子母沢寛

### 地名
- 周防国岩国藩
- 岩国
- 松山
- 遠州灘
- 鹿島灘
- 三陸沖

### 書名
- 河上徹太郎全集

## 三田尻その他

### 話題
- 三田尻は、徳川初期から「毛利侯のお船蔵」が置かれ、幕末には長州藩の軍港になった。
- 瀬戸内水軍の末裔を吸収した長州にしては幕末当事の軍艦は貧弱だった（上海に行ったことのある高杉晋作は「こんな柴舟」と表現）。
- 高杉晋作が演じた屋代島（周防大島）での幕府艦隊との海戦の勝利。
- 幕末の新しい学問や技術は諸藩の相互競争の上に立って進行。その好対照が中国。
- 清帝国の北洋艦隊（定遠、鎮遠）は世界でも第一級。
- 日本の集団の歴史は独裁者の存在をゆるさない。常に批判勢力を抱き込んでいる。
- 「ちかごろあることで腹が立っている」（昭和46年5月当時の司馬が何に腹を立てていたかは不明）

### 行程
この稿も「話がどうも街道から外れてゆき、“えんぜつ”になってしまう」と述懐。なかなか初夏の長州路の花鳥風月をたたえる旅にはならない。

### 登場人物
- 歴史上の人物
  - 松島剛蔵
  - 丁汝昌
  - 林泰曹
  - 李鴻章
  - 西太后
  - 源頼朝
  - 織田信長
  - 明智光秀
  - 豊臣秀吉
  - 徳川家康
  - 井伊直弼
  - 源義経
  - 梶原景時
  - 山内容堂
  - 吉田東洋
  - 山県太華
  - 吉田松陰

### 歴史上の出来事
- 鳥羽・伏見の戦い
- 日清戦争
- 日露戦争
- 桜田門外の変（井伊直弼が権力を集中させようとしたが挫折）

### 地名
- 鹿児島・下関・兵庫港・品川（薩摩藩の機械軍艦が往来した海）
- 三重津海軍所（佐賀藩の造船所のあったところ。本文では『三津浜』とあるが誤りか？）
- 北京郊外の万寿山 （万寿山離宮）

## 湯田

### 話題
- 下関から山口までの丘陵に広がる緑一色の風景
- 湯田温泉松田屋(現:松田屋ホテル)の温泉
- 47歳になった司馬は、年齢とともに増える知識が創作力をなくしてゆくことを人間の不幸の一つと考える
- 松田屋（庭のアカマツの美しさ、夕食で出たサマツ、アズキ入り餅菓子）
- 司馬は幕末にいたら百姓をしていた
- 幕末に攘夷主義だった井上聞多が鹿鳴館時代に欧化政策を推進したことの理外の理

### 行程
小倉 → 下関 → 山口（湯田温泉）

### 登場人物
- T（詩人）
- 給仕の婦人
- 風間完（画家、『花神』の仲間）
- 酌をしてくれる女

### 歴史上の人物
- 三条実美（松田屋に流寓したことがある）
- 井上聞多（湯田生まれ）
- 高杉晋作
- 伊藤博文

### 地名
- 湯田
- 山口市の周辺の赤松山

## 奇兵隊ランチ

### 話題
この稿は1971年当時朝日新聞に連載中の『花神』に関連して奇兵隊の話題になる。
- 芸妓が披露した『男なら』という萩の民謡（下関戦争）から奇兵隊が成立した理由を探る
- 奇兵隊が転戦した越後路、小千谷、長岡、時山直八の戦死した峠、奥州路、津軽海峡、函館
- 奇兵隊が強かった理由を分析（「ぬすっといくさ」）
- 奇兵隊にいた人で戊辰戦争後に出世した人とそうでない人
- 横浜で不眠で英語を勉強していた寺内正毅
- 奇兵隊にいた長生静夫が残した毛筆のノート。結核で故郷に帰るまでは精兵百人の一人として活躍
- 奇兵隊の戦利品の蔵書が山口大学図書館におさめられている
- 幕末・明治維新時の英語学習熱（新撰組の伊東甲子太郎や田原坂に残された英語単語帳）

### 行程
山口 → 吉見 → 湯田（湯田温泉到着前に吉見で立ち寄ったドライブイン「奇兵隊」でコーヒーを飲む）

### 登場人物
- 芸妓（ネエサマ）
- 社命で奇兵隊を調べている銀行員の山口県人
- 吉田智朗（神戸の湊川神社の宮司）
- 長生俊良（朝日新聞の大阪の編集委員をしていた）
- 青木正児（『奇兵隊の書物』）

### 歴史上の人物
- 山縣有朋
- 大村益次郎
- 児玉源太郎
- 乃木希典
- 坂本龍馬

### 地名
- 益田
- 浜田
- 山口県田布施町
- 東山高台寺

## 瑠璃光寺など

### 話題
- 小京都と中世末期にいわれた山口の町は、新緑の雨によく適っている。
- 山口市の市章は大内氏の紋所であった大内菱である。市民にとって大内氏以来の公家ふうの文化が誇り。
- 大内義隆のころに繁栄の絶頂に達した。
- 大内弘世は京の公家の娘を夫人にするが、この夫人は山口にくだってから都が恋しくて泣き暮らしていた。
- 大内弘世は夫人をあわれみ、京都風の文化を山口に移そうとし、京童を住まわせたりもした。
- 大内義隆は陶晴賢の反乱にあい自刃し、大内氏は没落した。
- 大内氏の遺構である瑠璃光寺の五重塔は照明に照らされて古色を帯びていた。
- 毛利元就が復讐戦に勝って、大内氏の後を継いだ。
- 毛利輝元が関ヶ原の戦いの結果、防長（山口県）二国に縮められたが、その後産業を興し、強固な主従関係を築いた。
- 第一次長州征伐で敗れても山口城を破却しなかった。
- 袖解橋で遭難した井上馨を治療したのは緒方洪庵塾出身の所郁太郎という浪士だった。
- 山口県庁の堀には千匹もの鯉が泳いでいる。

### 行程
この夜は、大雨の中、旅館から抜け出して瑠璃光寺を訪れる。翌朝は雨があがり、山口県庁舎（山口の政事堂）や井上馨が遭難した袖解橋を通る。

### 登場人物
- 五十年配のタクシー運転手

### 歴史上の人物
- 大内義興
- フランシスコ・ザビエル

### 地名
- 広島
- 香積寺（瑠璃光寺のあった地にもともとあった寺。香積寺は萩に移される）

### 書名
- 陰徳太平記

## 津和野から益田へ

### 話題
- 島根県は東の出雲国（出雲部）と西の石見国（石見部）では県政の面でも県人の生活感覚の面でもはっきりと分かれている。
- 石見国は古代から鉄や銅を採ったりするのが産業だったからこんな山間にも村があるのだろう。
- 石見国には江戸期に浜田の松平家と津和野の亀井家の二つの小さな藩があった。
- 津和野という名は「ツワブキ（石蕗）の生える野」という意味である。
- 津和野へは本来、旧山陰道から入るべきである。高津川から津和野川へ、そして山峡のはての桃源郷へ行くごとく津和野にゆきつく。
- 野坂峠から津和野城は眼下に見おろせ、松明を投げおろせば、たちまち火になってしまう。
- 第二次長州征伐で、津和野藩が幕命で長州と戦わねばならなくなったとき、福羽幸十郎と息子の国学者・福羽美静が調停に当たった。美静は後に廃仏毀釈をやってしまった。
- 森鷗外（森林太郎）はその当時満4歳、藩儒・米原綱善の家に通い素読の教授を受けていた。その後、父からオランダ語を学び、藩校・養老館で漢学も学んだ。
- 蕗（葉が腎臓型）とツワブキ（葉が心臓型）の違いについて
- 津和野は「史蹟と鯉の町」といわれるほど、鯉やウグイがたくさんいる。
- 森鴎外と親戚であり、隣同士であった西周は幕末当時、すでにオランダでオーギュスト・コントコントやカントに強い関心を持っていた。
- 乃木希典の異様な最後は、森鴎外が最後にゆきついた日本的な非功利主義と深い関係があったに違いない。

### 行程
徳佐 → 野坂峠 → 津和野 → 津和野町立郷土館 → 森鴎外旧居 → 益田（医光寺）

### 登場人物
- 詩人のT（同行者）
- 編集部のH（同行者）
- 老婆
- 森澄泰文（町教委の文化財保護主事）
- 須田刻太（今回は同行しなかった。花のころに医光寺の庭を訪ねる））

### 歴史上の人物
- 荻生徂徠
- 福地桜痴（軍人勅諭）
- 大国隆正（著『斥儒仏』）
- 山縣有朋
- 雪舟（医光寺の作庭）

### 地名
- 徳佐岳

### 書名
- 古事記

## 吉田稔麿の家

### 話題
律儀と怜悧を兼ね備えた長州人を探る旅の結びとして、司馬は吉田稔麿を選んだ。
- 吉田稔麿は池田屋事件のとき、沖田総司とたたかって死んだ。
- 数年前に吉田稔麿の生家を訪れたときの様子
- 吉田稔麿の生家は吉田松陰の家の近所にあり、7つか8つの頃、松陰のおじの久保五郎左衛門の松下村塾で学んだ。
- 吉田稔麿が12歳のとき、江戸の長州藩邸詰の小者の職にありついた。ちょうどそのとき、ペリー来航騒ぎがあった。
- 安政3年11月、吉田稔麿が16歳のとき、飛脚として萩に戻ったところ、松下村塾では松陰が教えていたので、すぐに入門。翌9月に江戸に下るまでの10か月間が松下村塾で学んだ時間であった。
- 吉田稔麿は松下村塾では、高杉晋作、久坂玄瑞、入江九一とともに四天王と称され、松陰にその才の敏なるを愛された。
- 松陰の死後、脱藩して江戸の旗本の住み込み用人になって幕府の内情を探った。
- 当時の長州藩では、桂小五郎が伊藤博文と対等につきあったように無階級になっていた。
- 絶望的な状況にある池田屋に飛び込んでいった吉田稔麿に代表される長州人の情念が、怜悧として警戒されるも天下の信をつなぐことができた理由であろう。

### 行程
萩の松本村（ここを司馬が訪れたのは1965年11月で、薄らぐ記憶を頼りに執筆している。）

### 登場人物
- 吉田稔麿の生家で洗いものをしている中年婦人
- 須田刻太（吉田稔麿の生家のスケッチ）

### 地名
- 河原町

### 書名
- 太宰治の『走れメロス』
- 子母沢寛の『新撰組始末記』